# Трихоцисти
Трихоцисти — цитоплазматичні органели, що зустрічаються у деяких найпростіших (інфузорії-парамеціі, кнідоспорідії) і служать їм як органи захисту або нападу, здатні «вистрілювати» при механічному або хімічному подразненні. Трихоцисти розташовані в цитоплазмі перпендикулярно поверхні тіла і, як правило, мають вигляд маленьких веретеноподібних паличок, які при дії механічних, хімічних або електричних подразників викидаються назовні і приймають форму довгих ниток.
Трихоцисти у різних видів найпростіших мають різну форму, а в одного виду може бути кілька типів трихоцисти. Так, для інфузорій характерна наявність веретеноподібних трихоцист, що являють собою подовжені (від 2 до 6 мікрометрів) білкові тільця паракристалічної структури, забезпечені щільним вістрям і призначені для захисту: при вистрілювання вони здатні витягатися в нитку з вістрям на кінці, довжина якої становить від 20 до 60 мікрометрів. В інфузорій є також мукоцисти (протріхоцисти), не мають вістря і приймають при вистрілюванні форму розбухлої драглистої речовини, що має сітчасту структуру, рабдоцисти — цілком виштовхувані назовні паличкоподібні трихоцисти; отруйні та призначені виключно для нападу токсицисти, що складаються з довгої капсули з прямою трубкою, яка втягнута всередину і при атаці, вистрілюючи, вивертається назовні; дрібні екструсоми на кінцях щупалець під назвою гаптоцисти, які складаються з короткої трубки та ампули; кнідоцисти — трихоцисти із закрученою всередині трубчастої ниткою, що мають сферичну або овальну форму і вивертаються при подразненні.
У джгутикових токсицисти, характерні для хижих інфузорій, рабдоцисти і гаптоцисти відсутні, але зате є теніоболоцисти, що являють собою білкову стрічку, наче згорнуту в рулон, яка при подразненні вивертається. Кнідоцисти кнідоспоридії (так звані полярні капсули), властиві спорам, при вистрілюванні забезпечують прикріплення спор до організму господаря.